# Bor (drevo)
Bor (znanstveno ime Pinus) je rod iglastih dreves iz družini borovk (Pinaceae). Obstaja približno 115 vrst borov, čeprav različni avtorji dopuščajo od 105 do 125 vrst.
Drevo bora ima debelo deblo in zraste v višino od 30-40 m. Je zimzelena rastlina. Uporablja se za ladijski pod in igrače.

## Razširjenost
Bori so domorodni na večjem delu severne poloble. V Evraziji jih najdemo od Kanarskih otokov in Škotske proti vzhodu do ruskega daljnega vzhoda, in od Filipinov proti severu do nekaj nad 70° severno na Norveškem (rdeči bor) in vzhodni Sibiriji (sibirski pritlikavi bor), ter proti jugu do severne Afrike. Najdemo jih v Himalaji in v jugovzhodni Aziji, z eno vrsto (sumatrski bor) na Sumatri. V Severni Ameriki so v razponu od 66° severno v Kanadi (Pinus banksiana)  do 12° severno v Nikaragvi (Pinus caribaea). Največjo raznolikost v rodu se pojavlja v Mehiki in Kaliforniji. 

## Seznam borov po območjih

### Stari svet
Evropske in sredozemske vrste (nekatere uspevajo v Aziji)
- P. brutia - turški bor
- P. canariensis - kanarski bor
- P. cembra - cemprin, švicarski bor
- P. halepensis - alepski bor
- P. heldreichii - bosanski bor
- P. mugo - rušje, gorski bor
- P. nigra - črni bor, evropski črni bor ali avstrijski bor
- P. peuce - makedonski bor
- P. pinaster - obmorski bor
- P. pinea - pinija
- P. sylvestris - rdeči bor, navadni bor

Azijske vrste borov
- P. amamiana - jakušimski beli bor
- P. armandii - kitajski beli bor
- P. bhutanica - butanski beli bor
- P. bungeana - resastolubjasti bor
- P. dalatensis - vietnamski beli bor
- P. densata -
- P. densiflora - japonski rdeči bor
- P. eremitana - severnovietnamski beli bor
- P. fenzeliana -
- P. fragilissima -
- P. gerardiana -
- P. henryi - Henryjev bor
- P. hwangshanensis -
- P. kesiya -
- P. koraiensis - korejski bor
- P. krempfii - Krempfov bor
- P. latteri -
- P. luchuensis -
- P. massoniana -
- P. merkusii - sumatrski bor
- P. morrisonicola - tajvanski beli bor
- P. orthophylla -
- P. parviflora - japonski beli bor
- P. pumila - sibirski pritlikavi bor
- P. roxburghii -
- P. sibirica - sibirska cedra, sibirski bor, sibirski cemprin
- P. squamata -
- P. tabuliformis - kitajski rdeči bor
- P. taiwanensis - tajvanski rdeči bor
- P. thunbergii - japonski črni bor
- P. uyematsui -
- P. wallichiana - himalajski bor, modri bor, žlahtni bor
- P. wangii (sin P. kwangtungensis) - kvangtungški beli bor
- P. yunnanensis -

### Novi svet
Kanada in ZDA, razen območja blizu mehiške meje
- P. albicaulis  - belolubjasti bor
- P. aristata - Rocky Mountains Bristlecone Pine
- P. attenuata - Knobcone Pine
- P. balfouriana - Foxtail Pine
- P. banksiana - Jack Pine
- P. clausa - Sand Pine
- P. contorta - Lodgepole Pine
- P. coulteri - Coulter Pine
- P. echinata - Shortleaf Pine
- P. edulis - Colorado Pinyon
- P. elliottii - Slash Pine
- P. flexilis - Limber Pine
- P. glabra - Spruce Pine
- P. jeffreyi - Jeffrey Pine
- P. lambertiana - Sugar Pine
- P. longaeva - Great Basin Bristlecone Pine
- P. monophylla - Single-leaf Pinyon
- P. monticola - Western White Pine
- P. muricata - Bishop Pine
- P. palustris - Longleaf Pine
- P. ponderosa (syn. P. washoensis) - Ponderosa Pine
- P. pungens - Table Mountain Pine
- P. radiata - Monterey Pine or Radiata Pine
- P. reflexa - Southwestern White Pine
- P. remota - Texas Pinyon or Papershell Pinyon
- P. resinosa - Red Pine
- P. rigida - Pitch Pine
- P. sabineana - Gray Pine, Foothill Pine or Digger Pine
- P. serotina - Pond Pine
- P. strobus - gladki bor, gladki zeleni bor, zeleni bor, vzhodni beli bor
- P. taeda - Loblolly Pine
- P. torreyana - Torrey Pine
- P. virginiana - Virginia Pine

Južna Arizona in  Nova Mehika, Mehika, Srednja Amerika in Karibi
- P. apulcensis - Apulco Pine
- P. arizonica - Arizona Pine
- P. ayacahuite - Mexican White Pine
- P. caribaea - Caribbean Pine
- P. cembroides - Mexican Pinyon
- P. chiapensis - Chiapas White Pine
- P. cooperi - Cooper's Pine
- P. cubensis - Cuban Pine
- P. culminicola - Potosi Pinyon
- P. devoniana (syn. P. michoacana) - Michoacan Pine
- P. durangensis - Durango Pine
- P. engelmannii - Apache Pine
- P. estevezii - Estevez's Pine
- P. gordoniana (syn. P. douglasiana) - Gordon's Pine
- P. greggii - Gregg's Pine
- P. hartwegii - Hartweg's Pine
- P. herrerae - Herrera's Pine
- P. hondurensis (syn. P. caribaea var. hondurensis) - Honduras Pine
- P. jaliscana - Jalisco Pine
- P. johannis - Johann's Pinyon
- P. lawsonii - Lawson's Pine
- P. leiophylla - Chihuahua Pine
- P. lumholtzii - Lumholtz's Pine
- P. maximartinezii - Big-cone Pinyon
- P. maximinoi (syn. P. tenuifolia) - Thinleaf Pine
- P. montezumae - Montezuma Pine
- P. nelsonii - Nelson's Pinyon
- P. occidentalis - Hispaniolan Pine
- P. oocarpa - Egg-cone Pine
- P. patula - Patula Pine
- P. orizabensis - Orizaba Pinyon
- P. pinceana - Weeping Pinyon
- P. praetermissa - McVaugh's Pine
- P. pringlei - Pringle's Pine
- P. pseudostrobus - Smooth-bark Mexican Pine
- P. quadrifolia - Parry Pinyon
- P. rzedowskii - Rzedowski's Pine
- P. strobiformis - Chihuahua White Pine
- P. tecunumanii - Tecun Uman Pine
- P. teocote - Ocote Pine
- P. tropicalis - Tropical Pine